# El carrer 29
El carrer 29 (títol original: 29 Street) és una comèdia dramàtica estatunidenca. Va ser escrita i dirigida per George Gallo i va ser adaptada de la història de Frank Pesce i James Franciscus. Ha estat doblada al català.

## Argument
El 1976, Frank Pesce Jr. (Lapaglia) és un home afortunat. El seu pare, Frank Sr. (Aiello), és, tanmateix, molt desafortunat. Un dia, Frank Jr. compra un billet de loteria i troba que té una possibilitat bona de guanyar. Però Frank Sr. té alguns deutes de joc a la trepa i estan disposats a agafar el billet de Frank Jr.. Franc ha de decidir què per fer amb el tiquet. La trama és presumptament basada en la història real de la primera persona que va guanyar la Loteria de Nova York, però Frank Pesce Jr. mai va guanyar la loteria.

## Repartiment
- Danny Aiello: Frank Pesce
- Anthony LaPaglia: Frank Pesce Jr.
- Rick Aiello: Jimmy Vitello
- Adam LaVorgna: Frankie (8 anys)
- Frank Acciarto: Jimmy (8 anys)

## Rebuda
El carrer 29 va aconseguir un 75% de ressenyes bones, en 8 opinions, a Rotten Tomatoes.